# Elimination Chamber
L'Elimination Chamber, ou Chambre d'Élimination en français, est un type de match au catch qui ne peut être vu qu'à la World Wrestling Entertainment (WWE) variante d'un Hell in a Cell et d'un match en cage, en effet, le ring est entouré d'une cage en métal de forme cylindrique (alors que les deux autres variantes ont une cage en forme de cube).

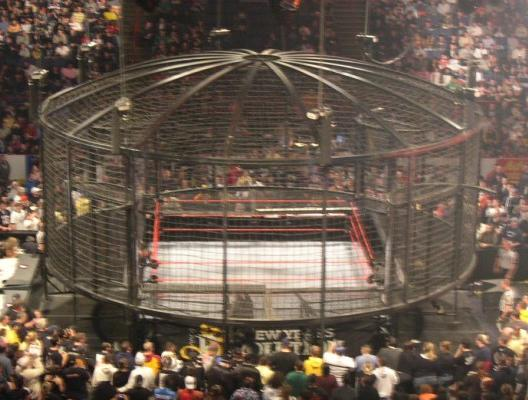
La Chambre d'Élimination à New Year's Revolution 2006.

## Règles
Deux catcheurs commencent le match, alors que quatre autres sont enfermés dans des chambres à l'intérieur de la structure. Toutes les cinq minutes et au son de la cloche, un catcheur est libéré de sa chambre. Le match continue jusqu'à ce que les quatre catcheurs aient été libérés. L'élimination d'un catcheur peut seulement se faire par tombé ou par soumission. Le dernier survivant est déclaré le gagnant,.
Ce type de match en cage est sans disqualification et n'autorise pas de rentrer avec des armes cependant, elles sont autorisées si on les donne de l’extérieur.
Exception faite pour l'Extreme Championship Wrestling (ECW), où l'Extreme Elimination Match autorise l'usage des armes.

## Matchs

### Survivor Series 2002

#### World Heavyweight Championship
| Ordre d'élimination : | Catcheur :     | Entrée | Éliminé par    | Mouvement d'élimination                                                              | Temps |
| --------------------- | -------------- | ------ | -------------- | ------------------------------------------------------------------------------------ | ----- |
| 1                     | Rob Van Dam    | 2      | Booker T       | Missile dropkick                                                                     | 13:40 |
| 2                     | Booker T       | 4      | Chris Jericho  | Chokeslam de Kane & Lionsault de Chris Jericho                                       | 17:43 |
| 3                     | Kane           | 5      | Chris Jericho  | Sweet Chin Music de Shawn Michaels Pedigree de Triple H & Lionsault de Chris Jericho | 22:53 |
| 4                     | Chris Jericho  | 3      | Shawn Michaels | Sweet Chin Music                                                                     | 22:53 |
| 5                     | Triple H (c)   | 1      | Shawn Michaels | Sweet Chin Music                                                                     | 39:20 |
| Vainqueur             | Shawn Michaels | 6      | N/A            | N/A                                                                                  | 39:20 |

Il s'agit du 1er Elimination Chamber match de l'histoire de la World Wrestling Entertainment (WWE)
Il s'agit d'un Elimination Chamber match pour le titre de championnat Poids Lourd.
Shawn Michaels devient donc le 1er vainqueur d'un Elimination Chamber match et le 2e World Heavyweight Champion de l'histoire

### SummerSlam 2003

#### World Heavyweight Championship
| Ordre d'élimination : | Catcheur :     | Entrée | Éliminé par   | Mouvement d'élimination                                       | Temps |
| --------------------- | -------------- | ------ | ------------- | ------------------------------------------------------------- | ----- |
| 1                     | Kevin Nash     | 4      | Chris Jericho | Sweet Chin Music de Shawn Michaels & Roll-up de Chris Jericho |       |
| 2                     | Randy Orton    | 3      | Goldberg      | Spear                                                         |       |
| 3                     | Shawn Michaels | 2      | Goldberg      | Spear & Jackhammer                                            |       |
| 4                     | Chris Jericho  | 1      | Goldberg      | Spear (à travers une chambre) & Jackhammer                    |       |
| 5                     | Goldberg       | 6      | Triple H      | Coup de sledgehammer                                          | 35:02 |
| Vainqueur             | Triple H (c)   | 5      | N/A           | N/A                                                           | 35:02 |

Il s'agit d'un Elimination Chamber match pour le titre de championnat Poids Lourd.
Triple H conserve son titre de championnat Poids Lourd.
À la fin du match, Triple H, Randy Orton et Ric Flair attachent Goldberg à la cage et Triple H lui met un coup de sledgehammer.

### New Year's Revolution 2005

#### World Heavyweight Championship
| Ordre d'élimination : | Catcheur :    | Entrée | Éliminé par   | Mouvement d'élimination                                         | Temps |
| --------------------- | ------------- | ------ | ------------- | --------------------------------------------------------------- | ----- |
| 1                     | Edge          | 4      | Chris Jericho | Sweet Chin Music de Shawn Michaels & Lionsault de Chris Jericho |       |
| 2                     | Chris Benoit  | 1      | Batista       | Spinebuster                                                     |       |
| 3                     | Chris Jericho | 2      | Batista       | Batista Bomb                                                    |       |
| 4                     | Batista       | 6      | Randy Orton   | Low blow & RKO                                                  |       |
| 5                     | Randy Orton   | 5      | Triple H      | Pedigree                                                        | 35:02 |
| Vainqueur             | Triple H      | 3      | N/A           | N/A                                                             | 35:02 |

Il s'agit d'un Elimination Chamber match pour le titre de championnat Poids Lourd vacant.
Shawn Michaels était l'arbitre spécial.
Triple H gagne pour la 2de fois un Elimination Chamber en 3 participations.

### New Year's Revolution 2006

#### WWE Championship
| Ordre d'élimination : | Catcheur :     | Entrée | Éliminé par              | Mouvement d'élimination                          | Temps |
| --------------------- | -------------- | ------ | ------------------------ | ------------------------------------------------ | ----- |
| 1                     | Kurt Angle     | 4      | Shawn Michaels           | Sweet Chin Music                                 |       |
| 2                     | Kane           | 6      | Carlito et Chris Masters | Double DDT suivi de la chute de Carlito sur Kane |       |
| 3                     | Shawn Michaels | 1      | Carlito                  | Rolling Cutter                                   |       |
| 4                     | Chris Masters  | 5      | Carlito                  | Low blow & Roll-up                               |       |
| 5                     | Carlito        | 3      | John Cena                | Roll-up                                          | 28:25 |
| Vainqueur             | John Cena (c)  | 2      | N/A                      | N/A                                              | 28:25 |

Il s'agit d'un Elimination Chamber match pour le titre de championnat de la WWE.
Après le match, Edge a utilisé sa mallette du Money in the Bank pour obtenir une chance au titre de championnat de la WWE.
Edge a effectué le tombé sur John Cena, en sang, après lui avoir porté deux fois sa prise de finition, le Spear, pour remporter le WWE Championship (1:46)

### ECW December to Dismember 2006

#### ECW World Heavyweight Championship
| Ordre d'élimination : | Catcheur :       | Entrée | Éliminé par   | Mouvement d'élimination                 | Temps |
| --------------------- | ---------------- | ------ | ------------- | --------------------------------------- | ----- |
| 1                     | CM Punk          | 3      | Rob Van Dam   | Van Terminator et Five-Star Frog splash |       |
| 2                     | Hardcore Holly   | 2      | Test          | Big boot                                |       |
| 3                     | Rob Van Dam      | 1      | Test          | Diving elbow drop                       |       |
| 4                     | Test             | 4      | Bobby Lashley | Spear                                   |       |
| 5                     | The Big Show (c) | 6      | Bobby Lashley | Spear                                   | 24:42 |
| Vainqueur             | Bobby Lashley    | 5      | N/A           | N/A                                     | 24:42 |

Il s'agit d'un Extreme Elimination Chamber match pour le titre de championnat du monde Poids Lourd de l'ECW
Pour la première fois, le match fut nommé Extreme Elimination Chamber, autorisant l'usage des armes.

### No Way Out 2008

#### Pour être challengeurno1pourWorld Heavyweight Championship
| Ordre d'élimination : | Catcheur :      | Entrée | Éliminé par    | Mouvement d'élimination                               | Temps |
| --------------------- | --------------- | ------ | -------------- | ----------------------------------------------------- | ----- |
| 1                     | Big Daddy V     | 3      | Batista        | Spinebuster & DDT de The Undertaker sur le sol en fer | 9:07  |
| 2                     | The Great Khali | 4      | The Undertaker | Hell's Gate                                           | 12:38 |
| 3                     | M.V.P.          | 6      | Finlay         | Chokeslam de The Undertaker du haut d'une cellule     | 22:31 |
| 4                     | Finlay          | 5      | The Undertaker | Chokeslam sur le sol en fer                           | 24:11 |
| 5                     | Batista         | 2      | The Undertaker | Tombstone Piledriver                                  | 29:28 |
| Vainqueur             | The Undertaker  | 1      | N/A            | N/A                                                   | 29:28 |

Il s'agit d'un Elimination Chamber match pour un match pour le titre de championnat Poids Lourd à WrestleMania XXIV
Dans cet Elimination Chamber, les tombés et les soumissions pouvaient se faire n'importe où dans la cage.

#### Pour être challengeurno1pourWWE Championship
| Ordre d'élimination : | Catcheur :     | Entrée | Éliminé par   | Mouvement d'élimination | Temps |
| --------------------- | -------------- | ------ | ------------- | --- | ----- |
| 1                     | JBL            | 4      | Chris Jericho | Codebreaker | 13:44 |
| 2                     | Umaga          | 3      | Chris Jericho | Sweet Chin Music de Shawn Michaels, Codebreaker de Chris Jericho, Pedigree de Triple H & Swanton Bomb du haut d'une cellule de Jeff Hardy | 19:45 |
| 3                     | Chris Jericho  | 2      | Jeff Hardy    | Sweet Chin Music de Shawn Michaels | 19:57 |
| 4                     | Shawn Michaels | 1      | Triple H      | Twist Of Fate de Jeff Hardy & Pedigree de Triple H                                                                                        | 20:25 |
| 5                     | Jeff Hardy     | 6      | Triple H      | Pedigree sur une chaise | 23:54 |
| Vainqueur             | Triple H       | 5      | N/A           | N/A | 23:54 |

Il s'agit d'un Elimination Chamber match pour un match pour le titre de championnat de la WWE à WrestleMania XXIV
Triple H gagne pour la 3e fois un Elimination Chamber en 4 participations.

### No Way Out 2009

#### WWE Championship
| Ordre d'élimination : | Lutteur         | Entrée | Éliminé par    | Mouvement d'élimination                                                                              | Temps |
| --------------------- | --------------- | ------ | -------------- | --- | ----- |
| 1                     | Edge (c)        | 1      | Jeff Hardy     | Small Package                                                                                        | 2:59  |
| 2                     | Vladimir Kozlov | 3      | The Undertaker | Last Ride                                                                                            | 22:57 |
| 3                     | The Big Show    | 4      | Triple H       | Superplex de The Undertaker, Pedigree de Triple H & Swanton Bomb du haut d'une cellule de Jeff Hardy | 26:09 |
| 4                     | Jeff Hardy      | 2      | The Undertaker | Tombstone Piledriver                                                                                 | 28:28 |
| 5                     | The Undertaker  | 6      | Triple H       | Double Pedigree                                                                                      | 35:55 |
| Vainqueur             | Triple H        | 5      | N/A            | N/A                                                                                                  | 35:55 |

Il s'agit d'un Elimination Chamber match pour le titre de championnat de la WWE.
Triple H gagne pour la 4e fois un Elimination Chamber (en 5 participations).et obtient son 13e titre majeur.

#### WWE World Heavyweight Championship
| Ordre d'élimination : | Lutteur       | Entrée | Éliminé par   | Mouvement d'élimination                                                                                 | Temps |
| --------------------- | ------------- | ------ | ------------- | --- | ----- |
| 1                     | Kane          | 3      | Rey Mysterio  | 619 de Rey Mysterio, Codebreaker de Chris Jericho & Seated Senton du haut d'une cellule de Rey Mysterio | 9:37  |
| 2                     | Mike Knox     | 4      | Chris Jericho | Codebreaker                                                                                             | 14:42 |
| 3                     | John Cena     | 6      | Edge          | Codebreaker de Chris Jericho, 619 de Rey Mysterio & Spear d'Edge                                        | 22:22 |
| 4                     | Chris Jericho | 2      | Rey Mysterio  | Roll-up                                                                                                 | 23:54 |
| 5                     | Rey Mysterio  | 1      | Edge          | Spear                                                                                                   | 29:46 |
| Vainqueur             | Edge          | 5      | N/A           | N/A | 29:46 |

Il s'agit d'un Elimination Chamber match pour le titre de championnat Poids Lourd
Initialement, Kofi Kingston faisait partie du match mais il fut attaqué par Edge avant son entrée, en le frappant par derrière à coup de chaise.
Edge a participé aux deux Elimination Chamber de la soirée et a battu le record du temps le plus court entre deux possessions de titres mondiaux. 
Edge devient le premier homme à participer à deux Elimination Chamber dans la même soirée.
C'est la première fois que Edge remporte un Elimination Chamber match (sur deux matchs, il a toujours été éliminé en premier).

### Elimination Chamber 2010

#### WWE Championship
| Ordre d'élimination : | Catcheur       | Entrée | Éliminé par    | Mouvement d'élimination          | Temps |
| --------------------- | -------------- | ------ | -------------- | -------------------------------- | ----- |
| 1                     | Randy Orton    | 4      | Ted Dibiase Jr | Attitude Adjustment de John Cena | 23:56 |
| 2                     | Ted Dibiase Jr | 5      | Kofi Kingston  | Trouble in Paradise              | 25:24 |
| 3                     | Kofi Kingston  | 2      | Sheamus        | High Cross                       | 26:02 |
| 4                     | Sheamus (c)    | 1      | Triple H       | Pedigree                         | 28:38 |
| 5                     | Triple H       | 3      | John Cena      | STF                              | 30:10 |
| Vainqueur             | John Cena      | 6      | N/A            | N/A                              | 30:10 |

Il s'agit d'un Elimination Chamber match pour le titre de championnat de la WWE.
Après le match, Vince McMahon arrive et le félicite. Il lui ordonne ensuite de remettre son titre en jeu contre Batista, qui gagne en quelques secondes.

#### World Heavyweight Championship
| Ordre d'élimination : | Catcheur           | Entrée | Éliminé par     | Mouvement d'élimination                                               | Temps |
| --------------------- | ------------------ | ------ | --------------- | --------------------------------------------------------------------- | ----- |
| 1                     | R-Truth            | 1      | CM Punk         | GTS (Go To Sleep)                                                     | 3:34  |
| 2                     | CM Punk            | 2      | Rey Mysterio    | Super Hurricanrana sur l'acier suivi d'un Splash                      | 9:58  |
| 3                     | Rey Mysterio       | 3      | Johnny Morrison | Starship Pain                                                         | 20:00 |
| 4                     | Johnny Morrison    | 5      | The Undertaker  | Chokeslam sur le sol en fer                                           | 28:24 |
| 5                     | The Undertaker (c) | 6      | Chris Jericho   | Sweet Chin Music de Shawn Michaels qui est intervenu pendant le match | 35:40 |
| Vainqueur             | Chris Jericho      | 4      | N/A             | N/A                                                                   | 35:40 |

Il s'agit d'un Elimination Chamber match pour le titre de championnat Poids Lourd

### Elimination Chamber 2011

#### World Heavyweight Championship
| Ordre d'élimination : | Catcheur      | Entrée | Éliminé par | Mouvement d'élimination                                | Temps |
| --------------------- | ------------- | ------ | ----------- | ------------------------------------------------------ | ----- |
| 1                     | Wade Barrett  | 3      | Big Show    | KO Punch                                               | 18:48 |
| 2                     | Big Show      | 6      | Kane        | 619 de Rey Mysterio, Spear d'Edge et Chokeslam de Kane | 20:54 |
| 3                     | Drew McIntyre | 5      | Kane        | Chokeslam                                              | 21:09 |
| 4                     | Kane          | 4      | Edge        | Spear                                                  | 22:50 |
| 5                     | Rey Mysterio  | 2      | Edge        | Spear aérien                                           | 31:30 |
| Vainqueur             | Edge (c)      | 1      | N/A         | N/A                                                    | 31:30 |

Il s'agit d'un Elimination Chamber match pour le titre de championnat Poids Lourd
Initialement, Dolph Ziggler faisait également parti du match mais il fut remplacé par Big Show, car il se fait virer par Teddy Long trois jours avant le match.
Edge conserve son titre de championnat Poids Lourd en étant rentré en premier.

#### Pour être challengeur n°1 pourWWE Championship
| Ordre d'élimination : | Catcheur        | Entrée | Éliminé par     | Mouvement d'élimination                  | Temps |
| --------------------- | --------------- | ------ | --------------- | ---------------------------------------- | ----- |
| 1                     | R-Truth         | 5      | Sheamus         | The Brogue Kick                          | 17:31 |
| 2                     | Randy Orton     | 3      | CM Punk         | GTS (Go To Sleep)                        | 21:33 |
| 3                     | Sheamus         | 2      | Johnny Morrison | Diving Crossbody du haut de la cellule.  | 25:16 |
| 4                     | Johnny Morrison | 1      | CM Punk         | GTS (Go To Sleep)                        | 32:50 |
| 5                     | CM Punk         | 6      | John Cena       | Attitude Adjustment sur le sol en métal. | 33:12 |
| Vainqueur             | John Cena       | 4      | N/A             | N/A                                      | 33:12 |

Il s'agit d'un Elimination Chamber match pour un match pour le titre de championnat de la WWE contre The Miz à WrestleMania XXVII

### Elimination Chamber (2012)

#### WWE Championship
| Ordre d'élimination | Catcheur      | Entrée | Éliminé par   | Mouvement d'élimination        | Temps |
| ------------------- | ------------- | ------ | ------------- | ------------------------------ | ----- |
| 1                   | R-Truth       | 4      | CM Punk       | Diving Elbow Drop              | 11:38 |
| 2                   | Dolph Ziggler | 3      | Chris Jericho | Codebreaker                    | 21:15 |
| 3                   | Kofi Kingston | 1      | Chris Jericho | Walls Of Jericho (Boston crab) | 26:58 |
| 4                   | Chris Jericho | 6      | CM Punk       | Chute à l'extérieur de la cage | 28:09 |
| 5                   | The Miz       | 5      | CM Punk       | GTS (Go To Sleep)              | 32:39 |
| Vainqueur           | CM Punk (c)   | 2      | N/A           | N/A                            | 32:39 |

Il s'agit d'un Elimination Chamber match pour le titre de championnat de la WWE.
Chris Jericho gagne le droit de rentrer en dernier dans l'Elimination Chamber match à la suite d'une victoire à RAW dans un Six-Pack Challenge. 
CM Punk conserve son titre de championnat de la WWE.

#### World Heavyweight Championship
| Ordre d'élimination | Catcheur         | Entrée | Éliminé par     | Mouvement d'élimination           | Temps |
| ------------------- | ---------------- | ------ | --------------- | --------------------------------- | ----- |
| 1                   | The Great Khali  | 5      | Big Show        | Spear                             | 19:25 |
| 2                   | Big Show         | 2      | Cody Rhodes     | Diving Elbow Drop de Wade Barrett | 24:37 |
| 3                   | Cody Rhodes      | 3      | Santino Marella | Roll-Up                           | 25:00 |
| 4                   | Wade Barrett     | 1      | Santino Marella | Diving Headbutt de Daniel Bryan   | 30:37 |
| 5                   | Santino Marella  | 4      | Daniel Bryan    | LeBell Lock                       | 34:04 |
| Vainqueur           | Daniel Bryan (c) | 6      | N/A             | N/A                               | 34:04 |

Il s'agit d'un Elimination Chamber match pour le titre de championnat Poids Lourd
Initialement, Mark Henry faisait également parti du match mais il fut remplacé par The Great Khali.
De la même façon, Randy Orton a été remplacé par Santino Marella.
Daniel Bryan conserve son titre de championnat Poids Lourd.

### Elimination Chamber 2013

#### Pour être challengeurno1pourWorld Heavyweight Championship
| Ordre d'élimination | Catcheur      | Entrée | Éliminé par  | Mouvement d'élimination                                                     | Temps |
| ------------------- | ------------- | ------ | ------------ | --------------------------------------------------------------------------- | ----- |
| 1                   | Daniel Bryan  | 1      | Mark Henry   | World's Strongest Slam                                                      | 16:35 |
| 2                   | Kane          | 4      | Mark Henry   | World's Strongest Slam                                                      | 18:21 |
| 3                   | Mark Henry    | 6      | Randy Orton  | Big Boot de Jack Swagger, Codebreaker de Chris Jericho & RKO de Randy Orton | 23:20 |
| 4                   | Chris Jericho | 2      | Randy Orton  | RKO                                                                         | 31:11 |
| 5                   | Randy Orton   | 5      | Jack Swagger | Roll-Up                                                                     | 31:18 |
| Vainqueur           | Jack Swagger  | 3      | N/A          | N/A                                                                         | 31:18 |

Il s'agit d'un Elimination Chamber match pour un match pour le titre de championnat Poids Lourd à WrestleMania 29

### Elimination Chamber 2014

#### WWE World Heavyweight Championship
| Ordre d'élimination | Catcheur        | Entrée | Éliminé par  | Mouvement d'élimination                                         | Temps |
| ------------------- | --------------- | ------ | ------------ | --------------------------------------------------------------- | ----- |
| 1                   | Sheamus         | 2      | Christian    | Frog Splash du haut d'une chambre                               | 26:03 |
| 2                   | Christian       | 4      | Daniel Bryan | Running High Knee Drop                                          | 27:12 |
| 3                   | Antonio Cesaro  | 1      | John Cena    | Soumission sur le STF                                           | 30:10 |
| 4                   | John Cena       | 5      | Randy Orton  | Sister Abigail de Bray Wyatt qui est intervenu pendant le match | 32:38 |
| 5                   | Daniel Bryan    | 3      | Randy Orton  | RKO                                                             | 37:30 |
| Vainqueur           | Randy Orton (c) | 6      | N/A          | N/A                                                             | 37:30 |

Il s'agit d'un Elimination Chamber match pour le titre de championnat Poids Lourd. 
Le vainqueur de ce match affrontera Batista à WrestleMania XXX.
Randy Orton conserve son titre de championnat Poids Lourd.

### Elimination Chamber 2015

#### WWE Tag Team Championship
| Ordre d'élimination | Équipe                                                | Entrée | Éliminé par            | Mouvement d'élimination               | Temps |
| ------------------- | ----------------------------------------------------- | ------ | ---------------------- | ------------------------------------- | ----- |
| 1                   | Los Matadores (Diego et Fernando)                     | 4      | The Ascension          | Fall of Man                           | 10:22 |
| 2                   | The Lucha Dragons (Kalisto et Sin Cara)               | 2      | The Ascension          | Fall of Man                           | 12.45 |
| 3                   | The Ascension (Konnor et Viktor)                      | 1      | The Prime Time Players | Gut Check par Darren Young            | 13:30 |
| 4                   | Tyson Kidd & Cesaro                                   | 3      | The Prime Time Players | Inversement de Tombé par Darren Young | 18:28 |
| 5                   | The Prime Time Players (Titus O'Neil et Darren Young) | 5      | The New Day            | Trouble in Paradise par Kofi Kingston | 23:40 |
| Vainqueur           | The New Day (Big E et Kofi Kingston) (c)              | 6      | N/A                    | N/A                                   | 23:40 |

Il s'agit du premier Tag team Elimination Chamber match pour le titre de championnat par équipe de la WWE. 
Initialement, El Torito faisait également parti du match.
The New Day (Big E et Kofi Kingston) conserve leur titre de championnat par équipe de la WWE.

#### WWE Intercontinental Championship
| Ordre d'élimination | Catcheur      | Entrée | Éliminé par | Mouvement d'élimination                         | Temps |
| ------------------- | ------------- | ------ | ----------- | ----------------------------------------------- | ----- |
| 1                   | King Barrett  | 1      | R-Truth     | Par un superkick, Snake Eyes et un Little Jimmy | 11:05 |
| 2                   | R-Truth       | 3      | Ryback      | Shellshock                                      | 14:00 |
| 3                   | Mark Henry    | 4      | Sheamus     | Brogue Kick                                     | 17:20 |
| 4                   | Dolph Ziggler | 2      | Sheamus     | Brogue Kick                                     | 20:25 |
| 5                   | Sheamus       | 6      | Ryback      | Shellshock                                      | 25:14 |
| Vainqueur           | Ryback        | 5      | N/A         | N/A                                             | 25:14 |

Il s'agit du premier Elimination Chamber match pour le titre Intercontinental de la WWE pour déterminer un champion à ce titre vacant (pour cause de blessure par Daniel Bryan).
Initialement, Rusev faisait également parti du match. À la suite d'une blessure juste avant la rencontre, il sera remplacé par Mark Henry.

### Elimination Chamber 2017

#### WWE Championship
| Ordre d'élimination | Catcheur      | Entrée | Éliminé par  | Mouvement d'élimination      | Temps |
| ------------------- | ------------- | ------ | ------------ | ---------------------------- | ----- |
| 1                   | Baron Corbin  | 5      | Dean Ambrose | Roll-Up                      | 18:50 |
| 2                   | Dean Ambrose  | 3      | The Miz      | End Of Days par Baron Corbin | 20:35 |
| 3                   | The Miz       | 6      | John Cena    | Attitude Adjustment          | 23:25 |
| 4                   | John Cena (c) | 2      | Bray Wyatt   | Sister Abigail               | 29:00 |
| 5                   | AJ Styles     | 1      | Bray Wyatt   | Sister Abigail               | 34:27 |
| Vainqueur           | Bray Wyatt    | 4      | N/A          | N/A                          | 34:27 |

Il s'agit d'un Elimination Chamber match pour le titre de championnat de la WWE. 
Le vainqueur de ce match affrontera Randy Orton à WrestleMania 33

### Elimination Chamber 2018

#### WWE RAW Women's Championship
| Ordre d'élimination | Catcheuse       | Entrée | Éliminée par | Mouvement d'élimination | Temps |
| ------------------- | --------------- | ------ | ------------ | ----------------------- | ----- |
| 1                   | Mandy Rose      | 3      | Sasha Banks  | Bank Statement          | 13:50 |
| 2                   | Sonya Deville   | 1      | Mickie James | Lou Thesz Press         | 17:35 |
| 3                   | Mickie James    | 5      | Bayley       | Bayley to Belly         | 18:00 |
| 4                   | Bayley          | 2      | Alexa Bliss  | Rolling Pin             | 25:30 |
| 5                   | Sasha Banks     | 4      | Alexa Bliss  | Top Rope DDT            | 29:35 |
| Vainqueure          | Alexa Bliss (c) | 6      | N/A          | N/A                     | 29:35 |

Il s'agit du 1er Elimination Chamber match féminin de l'histoire de la World Wrestling Entertainment (WWE)
Il s'agit d'un Elimination Chamber match pour le titre de championnat féminin de RAW de la WWE
Alexa Bliss conserve son titre de championnat féminin de RAW de la WWE
Alexa Bliss devient donc la 1re vainqueure d'un Elimination Chamber match de l'histoire.

#### Pour être challengeurno1pourWWE Universal Championship
| Ordre d'élimination | Catcheur       | Entrée | Éliminé par    | Mouvement d'élimination | Temps |
| ------------------- | -------------- | ------ | -------------- | ----------------------- | ----- |
| 1                   | The Miz        | 1      | Braun Strowman | Running Powerslam       | 20:20 |
| 2                   | Elias          | 7      | Braun Strowman | Powerslam               | 25:55 |
| 3                   | John Cena      | 4      | Braun Strowman | Powerslam               | 26:25 |
| 4                   | Finn Bálor     | 3      | Braun Strowman | Powerslam               | 31:03 |
| 5                   | Seth Rollins   | 2      | Braun Strowman | Powerslam               | 36:40 |
| 6                   | Braun Strowman | 6      | Roman Reigns   | Spear                   | 40:15 |
| Vainqueur           | Roman Reigns   | 5      | N/A            | N/A                     | 40:15 |

Il s'agit d'un 7 Men's Elimination Chamber match pour un match pour le titre de championnat Universel contre Brock Lesnar à WrestleMania 34

### Elimination Chamber 2019

#### WWE Women's Tag Team Champions
| Ordre d'élimination | Équipe                                          | Entrée | Éliminé par                                      | Mouvement d'élimination | Temps |
| ------------------- | ----------------------------------------------- | ------ | ------------------------------------------------ | ----------------------- | ----- |
| 1                   | Naomi et Carmella                               | 5      | The IIconics                                     | Small Package           | 17:10 |
| 2                   | The IIconics (Billie Kay et Peyton Royce)       | 4      | Nia Jax et Tamina                                | Samoan Drop             | 20:15 |
| 3                   | The Riott Squad (Liv Morgan et Sarah Logan)     | 3      | Nia Jax et Tamina                                | Superfly Splash         | 25:05 |
| 4                   | Nia Jax et Tamina                               | 6      | Sasha Banks, Bayley, Mandy Rose et Sonya Deville | Elbow Drop              | 27:05 |
| 5                   | Mandy Rose et Sonya Deville                     | 2      | Sasha Banks et Bayley                            | Bank Statement          | 33:00 |
| Vainqueures         | Boss "N" Hug Connection (Bayley et Sasha Banks) | 1      | N/A                                              | N/A                     | 33:00 |

Il s'agit d'un Tag team Elimination Chamber match pour déterminer les premières détentrices du titre par équipe féminin.

#### WWE Championship
| Ordre d'élimination | Catcheur         | Entrée | Éliminé par   | Mouvement d'élimination | Temps |
| ------------------- | ---------------- | ------ | ------------- | ----------------------- | ----- |
| 1                   | Samoa Joe        | 2      | AJ Styles     | Phenomenal Forearm      | 14:35 |
| 2                   | Jeff Hardy       | 5      | Daniel Bryan  | Running Knee            | 18:00 |
| 3                   | AJ Styles        | 4      | Randy Orton   | RKO                     | 22:25 |
| 4                   | Randy Orton      | 6      | Kofi Kingston | Trouble in Paradise     | 24:05 |
| 5                   | Kofi Kingston    | 3      | Daniel Bryan  | Running Knee            | 36:40 |
| Vainqueur           | Daniel Bryan (c) | 1      | N/A           | N/A                     | 36:40 |

Daniel Bryan conserve son titre de championnat de la WWE en étant rentré en premier.

### Elimination Chamber 2020

#### WWE SmackDown Tag Team Championship
| Ordre d'élimination | Catcheur                                         | Entrée | Éliminé par                   | Mouvement d'élimination | Temps |
| ------------------- | ------------------------------------------------ | ------ | ----------------------------- | ----------------------- | ----- |
| 1                   | Lucha House Party (Gran Metalik et Lince Dorado) | 3      | Heavy Machinery               |                         | 17:15 |
| 2                   | Heavy Machinery (Otis et Tucker)                 | 5      | Robert Roode et Dolph Ziggler |                         | 23:45 |
| 3                   | Robert Roode et Dolph Ziggler                    | 6      | The Usos                      |                         | 25:15 |
| 4                   | The New Day                                      | 2      | John Morrison et The Miz      |                         | 29:05 |
| 5                   | The Usos (Jimmy et Jey Uso)                      | 1      | John Morrison et The Miz      |                         | 32:55 |
| Vainqueur           | John Morrison et The Miz (c)                     | 4      | N/A                           | N/A                     | 32:55 |

Il s'agit d'un Elimination Chamber match pour les titres de championnat par équipe de Smackdown de la WWE

#### Pour être challengeuseno1pourWWE Raw Women's Championship
| Ordre d'élimination | Catcheur       | Entrée | Éliminée par   | Mouvement d'élimination | Temps |
| ------------------- | -------------- | ------ | -------------- | ----------------------- | ----- |
| 1                   | Sarah Logan    | 3      | Shayna Baszler | Kirifuda clutch         | 7:50  |
| 2                   | Ruby Riott     | 2      | Shayna Baszler | Kirifuda clutch         | 8:15  |
| 3                   | Natalya        | 1      | Shayna Baszler | Kirifuda clutch         | 9:30  |
| 4                   | Liv Morgan     | 5      | Shayna Baszler | Kirifuda clutch         | 15:00 |
| 5                   | Asuka          | 6      | Shayna Baszler | Kirifuda clutch         | 21:00 |
| Vainqueure          | Shayna Baszler | 4      | N/A            | N/A                     | 21:00 |

Il s'agit d'un Elimination Chamber match pour un match pour le titre de championnat féminin de RAW de la WWE contre Becky Lynch à WrestleMania 36

### Elimination Chamber 2021

#### Pour être challengeurno1pourWWE Universal Championship
| Ordre d'élimination | Catcheur     | Entrée | Éliminé par  | Mouvement d'élimination | Temps |
| ------------------- | ------------ | ------ | ------------ | ----------------------- | ----- |
| 1                   | King Corbin  | 3      | Cesaro       | Sharpshooter            | 17:45 |
| 2                   | Sami Zayn    | 4      | Kevin Owens  | Stunner                 | 25:30 |
| 3                   | Kevin Owens  | 5      | Jey Uso      | Superkick + Frog Splash | 26:50 |
| 4                   | Cesaro       | 1      | Jey Uso      | Frog Splash             | 32:50 |
| 5                   | Jey Uso      | 6      | Daniel Bryan | Running Knee            | 34:20 |
| Vainqueur           | Daniel Bryan | 2      | N/A          | N/A                     | 34:20 |

Il s'agit d'un Elimination Chamber match pour un match pour le titre de championnat Universel contre Roman Reigns plus tard dans la soirée.
Après le match, Roman Reigns arrive, remet son titre en jeu et gagne en quelques secondes.

#### WWE Championship
| Ordre d'élimination | Catcheur          | Entrée | Éliminé par   | Mouvement d'élimination | Temps |
| ------------------- | ----------------- | ------ | ------------- | ----------------------- | ----- |
| 1                   | Randy Orton       | 2      | Kofi Kingston | Tombé                   | 8:55  |
| 2                   | Kofi Kingston     | 4      | Sheamus       | Brogue Kick             | 23:35 |
| 3                   | Jeff Hardy        | 1      | Drew McIntyre | Claymore Kick           | 25:15 |
| 4                   | Sheamus           | 6      | AJ Styles     | Phenomenal Forearm      | 30:15 |
| 5                   | AJ Styles         | 5      | Drew McIntyre | Claymore Kick           | 31:10 |
| Vainqueur           | Drew McIntyre (c) | 3      | N/A           | N/A                     | 31:10 |

Il s'agit d'un Elimination Chamber match pour le titre de championnat de la WWE.
Drew McIntyre conserve son titre de championnat de la WWE.

### Elimination Chamber 2022

#### Pour être challengeuseno1pourWWE Raw Women's Championship
| Ordre d'élimination | Catcheuse     | Entrée | Éliminée par  | Mouvement d'élimination | Temps |
| ------------------- | ------------- | ------ | ------------- | ----------------------- | ----- |
| 1                   | Nikki ASH     | 2      | Rhea Ripley   | Riptide                 | 6:20  |
| 2                   | Doudrop       | 3      | Liv Morgan    | Sunset bomb             | 8:50  |
| 3                   | Liv Morgan    | 1      | Alexa Bliss   | Twisted Bliss           | 12:10 |
| 4                   | Rhea Ripley   | 4      | Bianca Belair | KOD                     | 12:45 |
| 5                   | Alexa Bliss   | 5      | Bianca Belair | KOD                     | 15:45 |
| Vainqueure          | Bianca Belair | 6      | N/A           | N/A                     | 15:45 |

Il s'agit d'un Elimination Chamber match pour un match pour le titre de championnat féminin de RAW contre Becky Lynch à WrestleMania 38

#### WWE Championship
| Ordre d'élimination | Catcheur          | Entrée | Éliminé par  | Mouvement d'élimination | Temps |
| ------------------- | ----------------- | ------ | ------------ | ----------------------- | ----- |
| 1                   | Bobby Lashley (c) | 5      | -            | Commotion cérébrale     | -     |
| 2                   | Seth Rollins      | 2      | Brock Lesnar | F-5                     | 9:50  |
| 3                   | Riddle            | 3      | Brock Lesnar | F-5                     | 10:05 |
| 4                   | AJ Styles         | 4      | Brock Lesnar | F-5                     | 11:00 |
| 5                   | Austin Theory     | 1      | Brock Lesnar | F-5                     | 14:55 |
| Vainqueur           | Brock Lesnar      | 6      | N/A          | N/A                     | 14:55 |

Il s'agit d'un Elimination Chamber match pour un match pour le titre de championnat de la WWE

### Elimination Chamber 2023

#### Pour être challengeuseno1pourWWE Raw Women's Championship
| Ordre d'élimination | Catcheuse        | Entrée | Éliminée par      | Mouvement d'élimination                               | Temps |
| ------------------- | ---------------- | ------ | ----------------- | ----------------------------------------------------- | ----- |
| 1                   | Nikki Cross      | 4      | Raquel Rodriguez  | Drive à travers une cellule                           | 11:40 |
| 2                   | Liv Morgan       | 2      | Asuka et Natalya  | Sharpshooter de Natalya et Kanagon d'Asuka en combiné | 16:40 |
| 3                   | Natalya          | 1      | Carmella          | Superkick                                             | 17:25 |
| 4                   | Raquel Rodriguez | 3      | Asuka et Carmella | Superkick                                             | 18:25 |
| 5                   | Carmella         | 5      | Asuka             | Kanagon                                               | 19:30 |
| Vainqueure          | Asuka            | 6      | N/A               | N/A                                                   | 19:30 |

Il s'agit d'un Elimination Chamber match pour un match pour le titre de championnat féminin de RAW contre Bianca Belair à WrestleMania 39.

#### WWE United States Championship
| Ordre d'élimination | Catcheur               | Ordre d'entrée | Éliminé par   | Mouvement d'élimination                                                    | Temps |
| ------------------- | ---------------------- | -------------- | ------------- | -------------------------------------------------------------------------- | ----- |
| 1                   | Bronson Reed           | 5              | Montez Ford   | One Final Beat de Gargano, un Stomp de Rollins et un Frog Splash de Montez | 18:00 |
| 2                   | Johnny Gargano         | 1              | Damian Priest | Razor's Edge                                                               | 23:05 |
| 3                   | Damian Priest          | 4              | Montez Ford   | Blockbuster (avec Rollins)                                                 | 25:00 |
| 4                   | Montez Ford            | 6              | Austin Theory | Stomp de Seth Rollins                                                      | 27:45 |
| 5                   | Seth "Freakin" Rollins | 2              | Austin Theory | Stomp de Logan Paul et un A-Town Down                                      | 31:30 |
| Vainqueur           | Austin Theory (c)      | 3              | N/A           | N/A                                                                        | 31:30 |

Il s'agit d'un Elimination Chamber match pour le titre de championnat des États-Unis de la WWE.
Alors que Montez Ford vient de se faire éliminer, l’arbitre réclame une assistance. D’autres arbitres et des médecins viennent en aide à Ford pour le relever et le raccompagner jusqu’en coulisse.
A ce moment là, profitant que la porte de la cage soit ouverte, Logan Paul débarque dans la structure et assène un buckshot lariat suivi d’un stomp sur Rollins, avant de repartir. 
Austin Theory profite de l'occasion pour réaliser son A-Town Down puis le tombé victorieux pour conserver le United States Championship.

### Elimination Chamber 2024

#### Pour être challengeuseno1pourWWE Women's World Championship
| Ordre d'élimination | Catcheuse        | Ordre d'entrée | Éliminée par     | Mouvement d'élimination | Temps |
| ------------------- | ---------------- | -------------- | ---------------- | ----------------------- | ----- |
| 1                   | Naomi            | 2              | Tiffany Stratton |                         | 13:30 |
| 2                   | Tiffany Stratton | 3              | Liv Morgan       |                         | 22:55 |
| 3                   | Raquel Rodriguez | 5              | Bianca Belair    |                         | 25:05 |
| 4                   | Bianca Belair    | 6              | Liv Morgan       |                         | 32:10 |
| 5                   | Liv Morgan       | 4              | Becky Lynch      |                         | 32:15 |
| Vainqueur           | Becky Lynch      | 1              | N/A              | N/A                     | 32:15 |

Il s'agit d'un Elimination Chamber match pour un match pour le Championnat du monde féminin de la WWE contre Rhea Ripley à WrestleMania XL.

#### Pour être challengeurno1pourWWE World Heavyweight Championship
| Ordre d'élimination | Catcheur      | Ordre d'entrée | Éliminé par   | Mouvement d'élimination                                     | Temps |
| ------------------- | ------------- | -------------- | ------------- | ----------------------------------------------------------- | ----- |
| 1                   | Bobby Lashley | 4              | Drew McIntyre | Claymore Kick                                               | 21:30 |
| 2                   | LA Knight     | 1              | Drew McIntyre | Intervention de AJ Styles (qui ne participait pas au match) | 24:20 |
| 3                   | Kevin Owens   | 3              | Randy Orton   | RKO                                                         | 28:00 |
| 4                   | Logan Paul    | 6              | Randy Orton   | RKO                                                         | 32:35 |
| 5                   | Randy Orton   | 5              | Drew McIntyre | Coup de poing de Logan Paul                                 | 36:45 |
| Vainqueur           | Drew McIntyre | 2              | N/A           | N/A                                                         | 36:45 |

Il s'agit d'un Elimination Chamber match pour un match pour le Championnat du monde poids lourd de la WWE contre Seth "Freakin" Rollins à WrestleMania XL.

### Elimination Chamber 2025

#### Pour être challengeuseno1pour leWWE Women's World Championship
| Ordre d'élimination | Catcheuse     | Ordre d'entrée | Éliminé par    | Mouvement d'élimination   | Temps |
| ------------------- | ------------- | -------------- | -------------- | ------------------------- | ----- |
| 1                   | Naomi         | 1              | N/A            | Attaquée par Jade Cargill | 0:00  |
| 2                   | Bayley        | 5              | Liv Morgan     |                           | 19:05 |
| 3                   | Roxanne Perez | 4              | Alexa Bliss    |                           | 23:05 |
| 4                   | Alexa Bliss   | 6              | Liv Morgan     |                           | 25:35 |
| 5                   | Liv Morgan    | 2              | Bianca Belaiir |                           | 29:15 |
| Vainqueure          | Bianca Belair | 3              | N/A            | N/A                       | 29:15 |

#### Pour être challengeurno1pour l'Undisputed WWE Championship
| Ordre d'élimination | Catcheur      | Ordre d'entrée | Éliminé par   | Mouvement d'élimination | Temps |
| ------------------- | ------------- | -------------- | ------------- | ----------------------- | ----- |
| 1                   | Drew McIntyre | 1              | Damian Priest |                         | 13:10 |
| 2                   | Damian Priest | 3              | Logan Paul    |                         | 14:25 |
| 3                   | Logan Paul    | 4              | CM Punk       |                         | 18:30 |
| 4                   | Seth Rollins  | 2              | CM Punk       |                         | 30:00 |
| 5                   | CM Punk       | 6              | John Cena     |                         | 32:40 |
| Vainqueur           | John Cena     | 5              | N/A           | N/A                     | 32:40 |

## Autres informations - Record
Il y a eu à ce jour 86 hommes et 23 femmes participants sur 32 éditions (2023).

Avant No Way Out 2009, les champions réussissaient au moins à faire partie des deux derniers.

### Records de participations

#### Masculin
- le(s) catcheur(s) ayant participé aux plus d'Elimination Chamber : Chris Jericho (8) (2013), John Cena (8) (2025) ;
- le(s) catcheur(s) ayant éliminé le plus d'adversaires d'Elimination Chamber : Chris Jericho (10) ;
- le catcheur ayant remporté le plus d'Elimination Chamber : Triple H (4) (2009), John Cena (4) (2025).

#### Féminin
- la(s) catcheuse(s) ayant participé aux plus d'Elimination Chamber : Liv Morgan (6) (2025) ;
- la(s) catcheuse(s) ayant éliminé le plus d'adversaires d'Elimination Chamber : Shayna Baszler (5) (2020) (5 en 1 seule participation), Liv Morgan (5) (2025) ;
- la(s) catcheuse(s) ayant remporté le plus d'Elimination Chamber : Bianca Belair (2) (2025).

### Records de catcheurs ayant participé

#### Masculin
- le catcheur le plus petit : El Torito1 (1,34 m) à Elimination Chamber 2015 (2015) ;
- le catcheur le plus léger : El Torito (50 kg) à Elimination Chamber 2015 (2015) ;
- le catcheur le plus jeune : Chris Masters (22 ans) à New Year's Revolution (2006).
- le catcheur le plus grand : The Great Khali (2,21 m) à Elimination Chamber 2012 (2012) ;
- le catcheur le plus lourd : Big Daddy V (225 kg) à No Way Out (2008) ;
- le catcheur le plus âgé : Finlay (49 ans) à No Way Out (2008) ;

#### Féminin
- la catcheuse la plus petite : Asuka (1,6 m) à Elimination Chamber 2020 (2020) ;
- la catcheuse la plus légère : Liv Morgan (53 kg) à Elimination Chamber 2019 (2019) ;
- la catcheuse la plus jeune : Liv Morgan (23 ans) à Elimination Chamber 2019 (2019) ;
- la catcheuse la plus grande : Raquel Rodriguez (1,85 m) à Elimination Chamber 2023 (2023) ;
- la catcheuse la plus lourde : Nia Jax (124 kg) à Elimination Chamber 2019 (2019) ;
- les catcheuses lse plus âgées : Tamina et Asuka (41 ans) à Elimination Chamber 2019 (2019) et Elimination Chamber 2023 (2023)
- la catcheuse la plus âgée à gagner : Asuka (41 ans) à Elimination Chamber 2023 (2023) ;